# Австралія на зимових Олімпійських іграх 2010
Австралія на зимових Олімпійських іграх 2010 була представлена 40 спортсменами в 11 видах спорту.

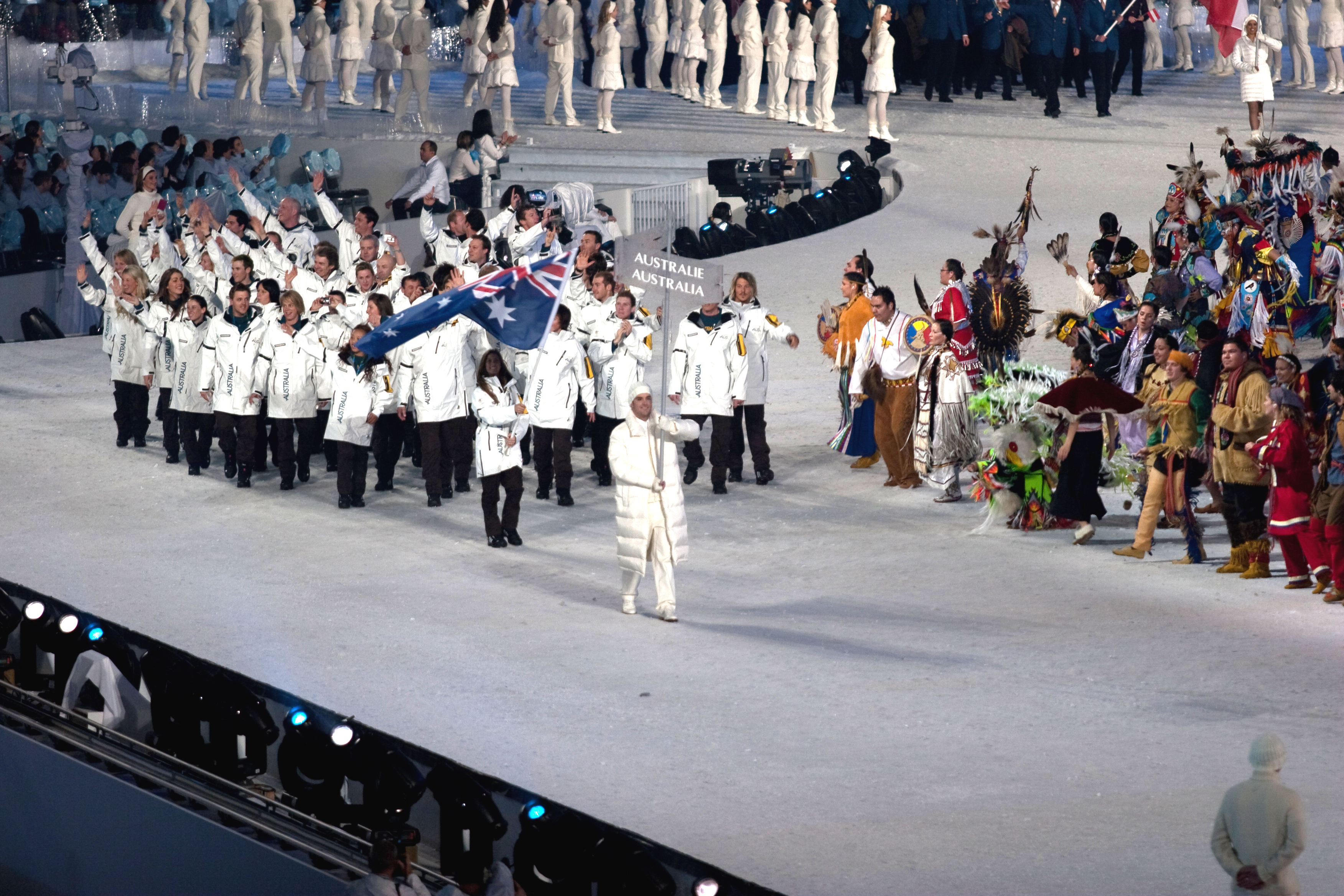
Збірна Австралії під час Параду націй на церемонії відкриття Олімпіади

## Медалісти
Золото
| Золото |               |                                |
| №      | Спортсмени    | Вид спорту (дисципліна)        |
| 1      | Тора Брайт    | Сноубординг, хафпайп           |
| 2      | Лідія Лассіла | Фристайл, повітряна акробатика |

Срібло
| Срібло |                |                         |
| №      | Спортсмени     | Вид спорту (дисципліна) |
| 1      | Дейл Бегг-Сміт | Фристайл, могул         |